# دهستان رستم‌آباد شمالی
دهستان رستم‌آباد شمالی نام دهستانی در بخش مرکزی شهرستان رودبار، استان گیلان در ایران است. مرکز آن روستای اسکُلَک است و برخی از آبادی‌های آن به شرح زیر می‌باشد:
اسکُلَک، بیجارپشته، نُقله‌بر، پیرسرا، مازیان، هرکیان، چارمان، حبیب‌آباد، کوله‌کش، کهنه‌وانِسرا، رشت‌رود، سیاهرودپشته، توسستان، خولک، توسه‌رود، جورچشمه، چوبتراش‌محله، شیرین‌بک‌محله، قلعه‌کول، کِلاشِم، گزکرک، دیزکوه.
بر اساس سرشماری مرکز آمار ایران در سال ۱۳۸۵، جمعیت آن ۲۷۸۲ نفر (۷۵۷ خانوار) بوده است.